# Cities in Motion 2
Cities in Motion 2 ist eine am 2. April 2013 veröffentlichte Wirtschaftssimulation des finnischen Computerspiele-Entwicklers Colossal Order. Der Publisher ist wie beim Vorgänger Cities in Motion das schwedische Unternehmen Paradox Interactive.
Der Spieler leitet ein Verkehrsunternehmen und baut ein öffentliches Verkehrsnetz in Großstädten auf.

## Spielprinzip
Wie im Vorgänger ist das Ziel des Spiels ein gewinnbringendes Verkehrsunternehmen innerhalb einer Großstadt aufzubauen. Dazu stehen ihm als Verkehrsmittel die üblichen Fahrzeuge Busse, Straßenbahnen und U-Bahnen zur Verfügung, jedoch auch Wassertaxis und Oberleitungsbusse. Helikopter gibt es allerdings nicht mehr. Mit dem DLC Marvellous Monorails kann man nun auch noch Monorails bzw. Einschienenbahnen bauen. Um das Verkehrsnetz zu bauen, baut der Spieler Gleisstrecken und versieht diese sowie Straßen und Flüsse mit Haltestellen für die jeweiligen Verkehrsmittel und erstellt dadurch Verkehrslinien. Durch Anpassung des Fahrpreises und der Angestelltengehälter können die Popularität und dadurch auch die Auslastung des Unternehmens geregelt werden.

## Besonderheiten
Der Tag-Nacht-Zyklus wurde erstmals in ein Cities in Motion eingebaut, wodurch in erster Linie die voranschreitende Zeit veranschaulicht wurde, aber auch die Erstellung von Fahrplänen und die Rush-Hour ermöglicht wurde.

## Erweiterungen
Wie auch beim letzten Titel, gibt es wieder Erweiterungen. Die Inhalte sind nur als Download erhältlich.
| DLC-Titel                   | Veröffentlichungstermin | Inhalte/Neuerungen am Spiel |
| --------------------------- | ----------------------- | --- |
| Modern Collection           | 26. April 2013          | - Vier neue Fahrzeuge - Zwei neue Bushaltestellen                                                                                             |
| Bus Mania                   | 20. Juni 2013           | - Fünf neue Busse |
| Tram Tremors                | 20. Juni 2013           | - Fünf neue Straßenbahnen |
| Wending Waterbusses         | 30. Juli 2013           | - Fünf neue Wassertaxis |
| Trekking Trolleys           | 30. Juli 2013           | - Fünf neue O-Busse |
| Metro Madness               | 15. August 2013         | - Fünf neue U-Bahnen |
| Lofty Landmarks             | 29. August 2013         | - Sehenswürdigkeiten |
| Back To The Past            | 17. September 2013      | - Zwei neue Busse - Zwei neue Straßenbahnen - Eine neue Fähre - Ein neuer Trolley-Bus                                                         |
| Olden Times                 | 3. Oktober 2013         | Fünf Fahrzeuge aus dem Vorgängerspiel: - Zwei neue Busse - Drei neue Straßenbahnen                                                            |
| Marvellous Monorails        | 9. Januar 2014          | - Neuer Fahrzeugtyp: Einschienenbahn - Fünf Einschienenbahnen                                                                                 |
| European Cities             | 11. März 2014           | - Europäische Gebäude (z. B. Blockhäuser) - Drei neue Karten: - Durchdrungen von Düsseldorf - Inspiriert von Liverpool - Beeinflusst von Prag |
| Players Choice Vehicle Pack | 17. Juni 2014           | - Drei neue Busse - Eine neue Straßenbahn - Eine neue U-Bahn                                                                                  |
| European Vehicle Pack       | 17. Juli 2014           | - Zwei neue Busse - Zwei neue U-Bahnen - Eine neue Straßenbahn                                                                                |